# Paracis obscura
Paracis obscura är en korallart som först beskrevs av Thomson och Russell 1910.  Paracis obscura ingår i släktet Paracis och familjen Plexauridae. Inga underarter finns listade i Catalogue of Life.